# Темида
Темида, (грч. Θέμις), име богиње законитог поретка.

## Митологија
Темида је била кћерка Урана, бога неба и Геје, богиње земље. Своју значајну функцију добила је од највишег бога Зевса, који ју је волео као и своју жену Херу. Темида је са Зевсом имала шесторо деце: три Мојре које су постале богиње усуда, и три Хоре, богиње реда и мира.
Једна од Хора, богиња праведности Дика, заједно је са Темидом стајала поред Зевса када је он о нечему пресуђивао. Присуство њих две је било израз спознаје да су законити поредак и праведност често две различите ствари, али да оне у праведној пресуди морају бити присутне.
Римљани су, као правници од заната, спојили Темиду и Дику у једну богињу Јустицију. Темидини атрибути су вага и мач - које је преузела и Јустиција, а и дан данас се употребљавају и представљају симбол правде.